# Tôi Yêu Em (thơ)

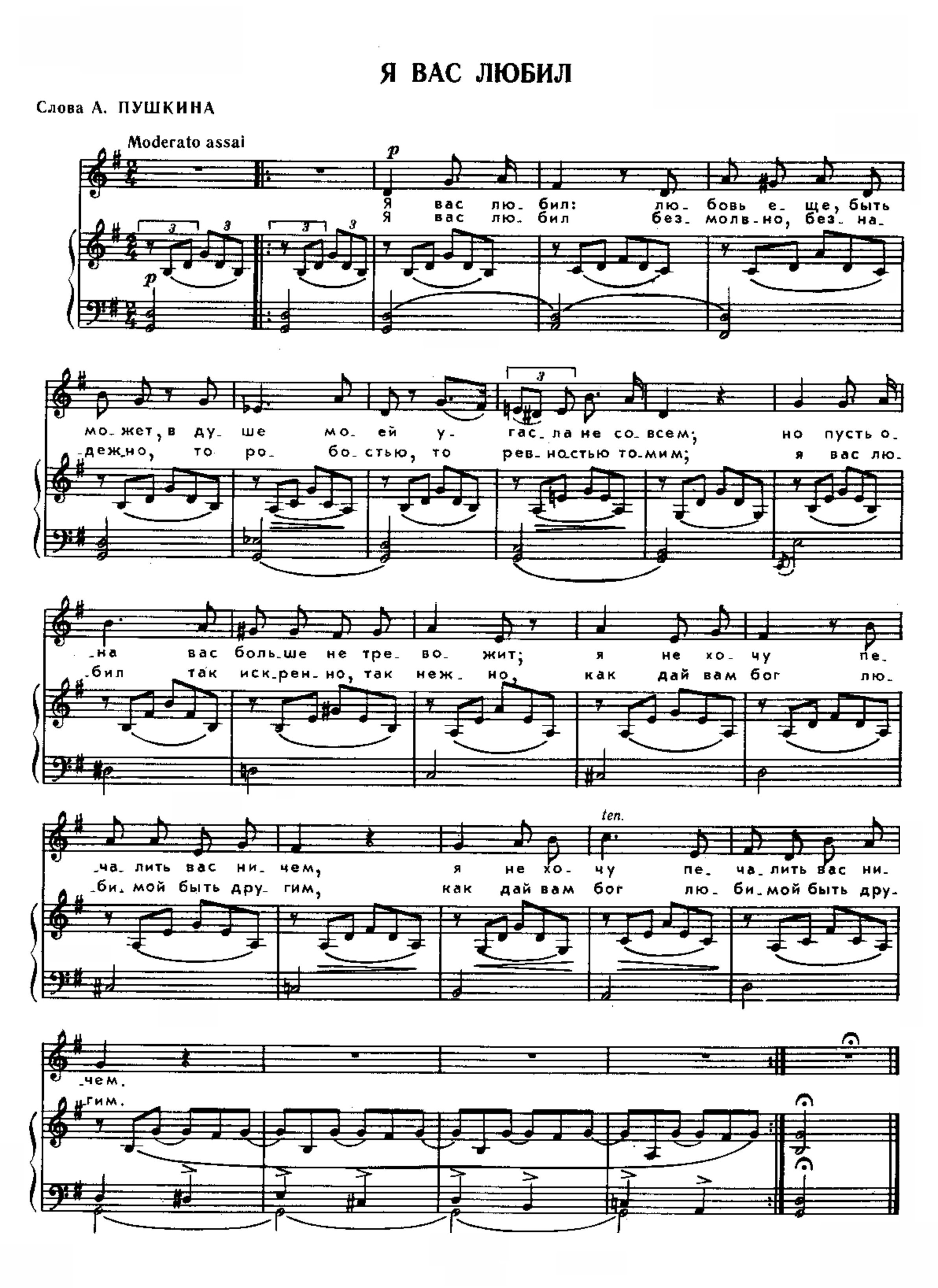
Bài thơ được Dargomyzhsky phổ thành nhạc.

Tôi Yêu Em (tiếng Nga: Я вас любил - Ya vas lyubil) là một bài thơ của Alexander Pushkin viết năm 1829 và xuất bản năm 1830. Bài thơ được mô tả là "Tuyệt tác tinh túy nhất về tình yêu" trong thơ ca Nga,  và là một ví dụ điển hình về tình yêu cao đẹp cũng như thái độ tôn trọng phụ nữ của Pushkin. 

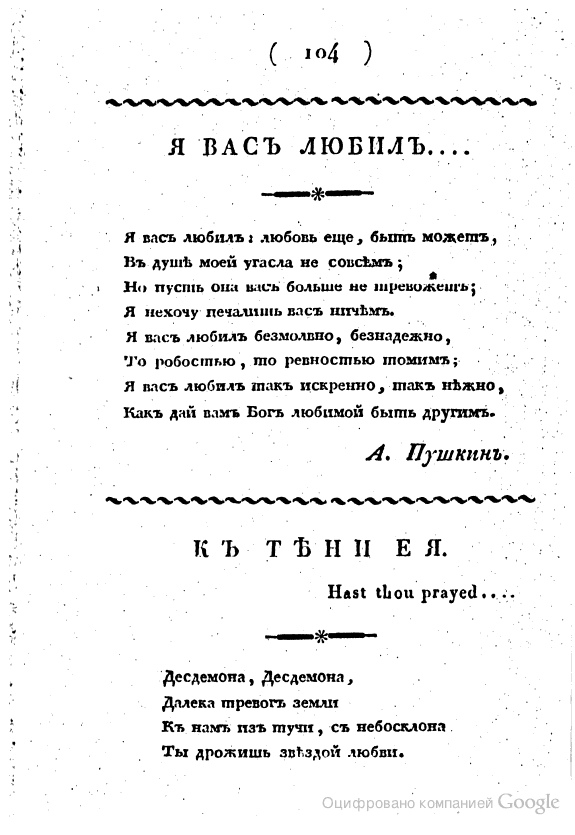
Phiên bản gốc

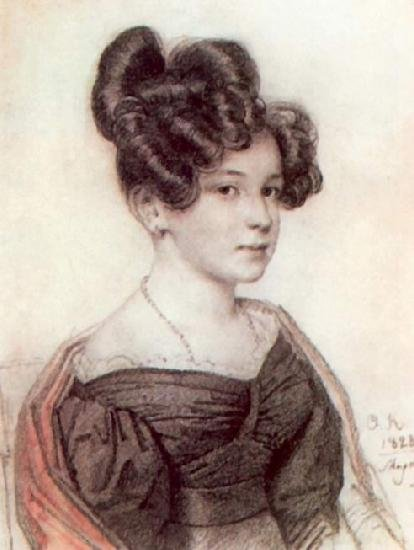
Anna Olenina, người được cho là cô gái được nhắc đến trong bài thơ.

## Nội dung

### Chữ Kirin
Я вас любил: любовь ещё, быть может,
В душе моей угасла не совсем;
Но пусть она вас больше не тревожит;
Я не хочу печалить вас ничем.
Я вас любил безмолвно, безнадежно,
То робостью, то ревностью томим;
Я вас любил так искренно, так нежно,
Как дай вам Бог любимой быть другим.

### Chữ Latin hóa
Ya vas lyubíl: lyubóv 'eshchyó, byt' mózhet,
V dushé moyéy ugásla ne sovsém;
No pust 'oná vas ból'she ne trevózhit;
Ya ne khochú pechálit 'vas nichém.
Ya vas lyubíl bezmólvno, beznadézhno,
To róbost'yu, to révnost'yu tomím;
Ya vas lyubíl tak ískrenno, tak nézhno,
Kak day vam Bokh lyubímoy byt 'drugím.

### Bản dịch tiếng Việt
Bài thơ Tôi Yêu Em cũng được đưa vào chương trình sách giáo khoa môn Ngữ Văn lớp 11 với bản dịch của Thúy Toàn như sau:
Tôi yêu em: đến nay chừng có thể
Ngọn lửa tình chưa hẳn đã tàn phai
Nhưng không để em bận lòng thêm nữa
Hay hồn em phải gợn bóng u hoài
Tôi yêu em âm thầm, không hy vọng
Lúc rụt rè, khi hậm hực lòng ghen
Tôi yêu em, yêu chân thành, đằm thắm
Cầu em được người tình như tôi đã yêu em.

## Tóm tắt nội dung
Nhà thơ Pushkin thể hiện tình cảm trìu mến của mình đối với một người phụ nữ trong bài thơ này. Nhà thơ buồn bã về tình yêu đơn phương của mình và buông xuôi khi biết rằng đối tượng theo đuổi sẽ không bao giờ có thể yêu ông, vì vậy ông mong cô ấy một ngày nào đó sẽ có được tình yêu giống như ông dành cho cô ấy. Nhà thơ không ích kỷ không muốn tranh giành lấy cô gái. Ông chỉ muốn giữ cô ấy trong lòng một thời gian. Thử thách lớn nhất và cao thượng nhất trong tình yêu là sự cầu chúc điều tốt đẹp dành người kia ngay cả khi bạn đánh mất họ hay không thuộc về họ.